# Lieuvin

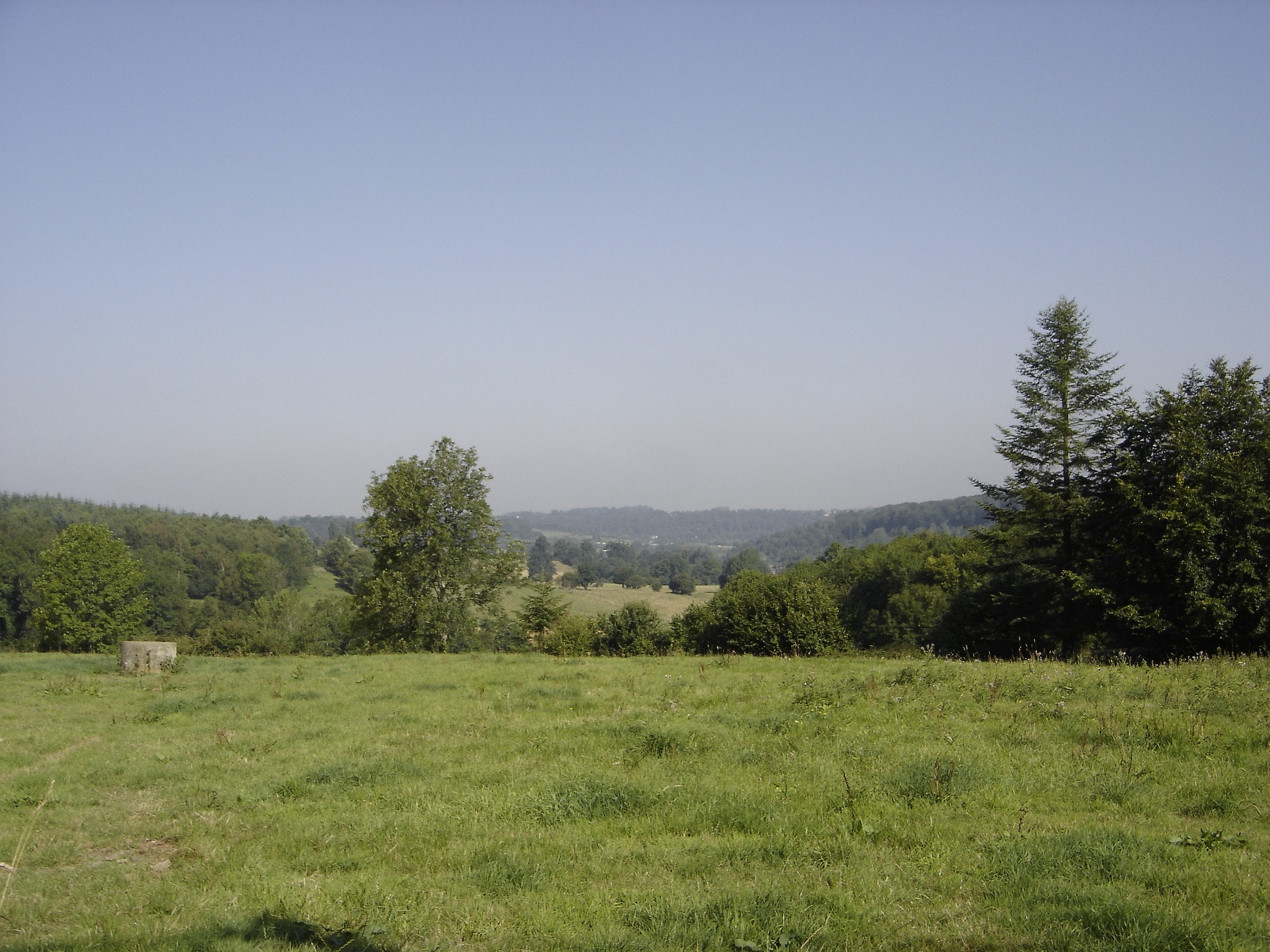
Das Lieuvin bei Triqueville

Das Lieuvin [ljøvɛ̃] ist eine Landschaft im Westen des französischen Départements Eure.

## Geografie
Es handelt sich dabei um ein Bocage-Plateau, das begrenzt wird im Westen von der Touques, im Norden von der Mündung der Seine, im Osten vom Tal der Risle und im Süden vom Tal der Charentonne begrenzt wird. Im Westen grenzt es an das Pays d’Auge, im Osten an den Roumois und im Süden an das Pays d’Ouche. Das Lieuvin hat eine Fläche von rund 790 km² bei einer durchschnittlichen Höhe von 150 Metern. Der Oberboden besteht hauptsächlich aus carbonathaltigem Schluff sowie residualem Ton und Silex.

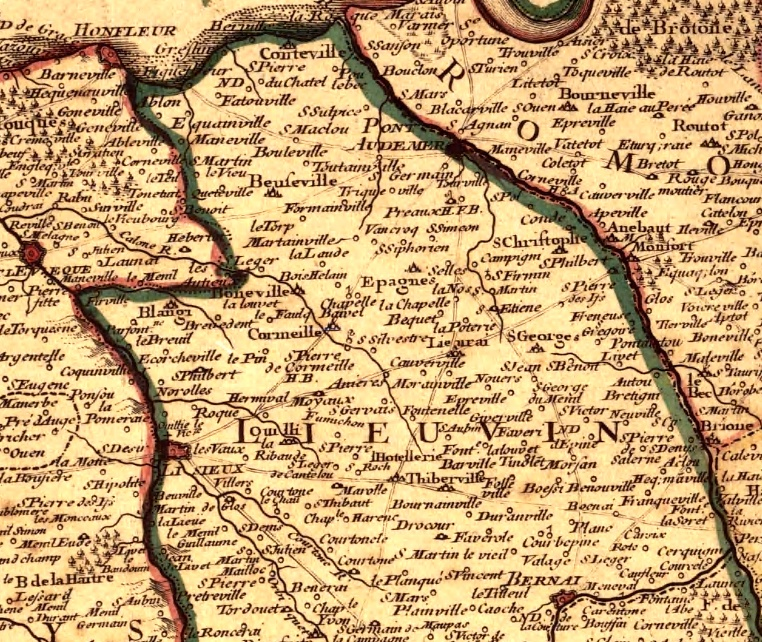
Karte des Lieuvin von 1716

Das Lieuvin entspricht dem Kanton (Wahlkreis) Beuzeville. Die größten Städte sind: Beuzeville, Épaignes, Lieurey und Thiberville.

## Geschichte
Im Ancien Régime (1589–1792) war das Lieuvin ein Dekanat, das zum Bistum Lisieux gehörte.

## Wirtschaft
Die Region ist landwirtschaftlich geprägt mit dem Schwerpunkt Rinderzucht.